# Janez Jalen
Janez Jalen (Žirovnica, 26 maggio 1891 – Ljubno, 12 aprile 1966) è stato un presbitero, drammaturgo e scrittore sloveno.

## Biografia
Janez Jalen nacque in una numerosa famiglia contadina (ultimo di dieci figli) a Rodine (frazione del comune di Žirovnica) nella Gorenjska settentrionale. Il paesaggio montano e l’ambiente sociale di provenienza esercitarono una grande suggestione su di lui, tanto da diventare l’elemento costitutivo fondamentale delle sue opere. Ma una profonda influenza sulla vivace fantasia del ragazzo esercitò anche il padre coi suoi racconti. Come avvenne per molti altri scrittori, quindi, la fanciullezza fu per lui il background essenziale per lo sviluppo futuro delle sue facoltà artistiche.
Rimasto orfano del padre in tenera età (1902), si iscrisse al ginnasio di Lubiana finanziato da Tomaž Potočnik, parroco di Breznica. Passò successivamente al ginnasio di Kranj, dove vinse la borsa di studio Gollmayer. I suoi compagni di liceo, fra cui A. Žigon, J. Gnidovec e I. Grafenauer, lo ricordarono sempre come uno spigliato raccontatore di storie fin dall’adolescenza. Dopo il conseguimento della maturità (1911) frequentò a Lubiana i corsi di teologia per diventare prete. Ma quando era ormai all’ultimo anno scoppiò la prima guerra mondiale e il giovane Jalen, con gli altri seminaristi dell’istituto di S. Vito trasformato in ospedale, si dedicò ai feriti. Tuttavia nonostante gli avvenimenti bellici nel 1915 fu ordinato sacerdote. Durante la guerra fu anche cappellano militare presso il 5º reggimento dragoni di Lvov e successivamente fu trasferito a Lebring (presso Graz). Nel 1921 si iscrisse alla facoltà di lettere dell’università di Lubiana e frequentò l’istituto di storia dell’arte, senza però conseguire la laurea. Fra le due guerre mondiali prestò servizio come sacerdote diocesano nelle parrocchie di Besnica, Črnomelj, Stara Loka, Trnovo, Notranje Gorice e Lubiana. Ma nel 1933 per dedicarsi totalmente alla letteratura chiese ed ottenne un lungo periodo di quiescenza. Trascorse gli anni della seconda guerra mondiale a Lubiana. Ma terminato il conflitto ritornò al ministero sacerdotale attivo, prima a Grahovo e poi a Ljubno, dove morì nel 1966. Fu sepolto nella natia Rodine.
Secondo le testimonianze di chi lo conobbe era un uomo socievole che volentieri frequentava gli amici. Il suo amico Janko Moder lo ha descritto come un altruista, cordiale, spensierato e sanguigno. Tuttavia poteva avere scatti d’arroganza senza alcun rispetto dei presenti e per questo motivo qualcuno preferì staccarsi da lui. Per questo suo temperamento spigoloso non raramente entrò in conflitto anche coi suoi superiori.

## Opera
(Il posto di Jalen nella letteratura slovena, Miran Hladnik)
Jalen è autore di racconti, romanzi e drammi teatrali. La peculiarità tipica delle sue opere è l’idillio, coniugato nell’armonia di una realtà esistenziale dove sono compartecipi natura e bellezza: lo scrittore narra e descrive con mezzi lirici secondo canoni allegorico-simbolici. Protagonisti delle sue opere sono il più delle volte i proprietari terrieri, i pastori, i cacciatori e le donne di buon cuore. Nelle sue opere è fondamentale l’orientamento verso la conclusione qualitativa che è qualcosa di diverso dal cosiddetto "lieto fine". La “conclusione alla Jalen” è la migliore conclusione possibile per il personaggio in questione. Quel solo personaggio poteva e doveva ottenere quel finale: peculiarità che lo rende unico in campo letterario. Nelle sue opere narrative ha raccontato il paesaggio, la fauna e i fenomeni naturali secondo la tradizione letteraria tracciata da Fran Finžgar. Egli appartiene quindi a quel gruppo di ecclesiastici che hanno contribuito allo sviluppo del filone letterario cattolico della letteratura slovena.

## Teatro
Prima di dedicarsi alla prosa Jalen cominciò a scrivere testi teatrali, soprattutto drammi popolari, accolti con successo sui palcoscenici di provincia e da un pubblico popolare.
Al vertice della sua creatività teatrale appartiene la trilogia “La casa” (Dom, 1923), “Il comune” (Srenja, 1926) e “I fratelli” (Bratje, 1931) che rappresenta contrasti familiari e sociali al tempo della prima guerra mondiale. A queste seguirono altre opere, come “La sposa” (Nevesta, 1936), “Le tombe” (Grobovi, 1936), “La stufa di legno” (Lesena peč, 1937), “Le parche” (Rojenice, inedita), “Il fiore di Mogot” (Roža Mogota, inedita), “Il malloppo d’oro” (Zlati zaklad), “Le tre mammine” (Tri mamice, atto unico), “Il cippo malato” (Mejnik, ki boli, commedia per scolaresche) e “Il gelato” (Sladoled, farsa rustica inedita).

## Narrativa
Sempre sulla base delle proprie esperienze di vita Jalen fu anche un importante prosatore. I suoi primi brevi racconti cominciarono ad uscire nello “Slovenec” nel 1924. Come narratore egli si dedicò soprattutto a due generi: il racconto di ambiente contadino ed il romanzo storico. Arricchì la tradizione locale della narrativa contadina con motivi folkloristici fondendo l’idillio alpino con la tematica dell’apicoltura e della caccia, com’è evidente nei suoi celebri romanzi “Marco il pastore” (Ovčar Marko), “Cilka Cvetko”, “Il branco senza campanacci” (Trup brez zvoncev). Dal punto di vista quantitativo nell’ambito della letteratura slovena è considerato fra i primi quattro autori del genere, ma per popolarità è sicuramente il primo.
Il suo primo romanzo “Marco il pastore”, composto sulla base dei ricordi di racconti paterni, è dapprima uscito a puntate sulla rivista “Mladika” (1928), in volume a sé fu pubblicato l’anno successivo (1929). Nel 1958 la stessa opera ricomparve alquanto rimaneggiata come prima parte de “I carrettieri” (Vozarji), un romanzo che in realtà è il risultato della fusione di “Le tre promesse” (Tri zaobljube) e “La strada scavata” (Izpodkopana cesta). Nel 1938 pubblicò il romanzo “Cilka Cvetko” che con la sua profondità psicologica segna il vertice della sua creatività narrativa. Questa vicenda di sofferenza e di abnegazione che purifica la protagonista è ambientata a Koprivnik nei pressi di Bohinj. Nello stesso anno uscì anche il romanzo “La staccionata” (Ograd) e del 1952 è il racconto di caccia incompiuto “Sončne sence” (Le ombre del sole). Negli anni dal 1954 al 1956 uscì il romanzo “Il bivio” (Razpotja) che ambienta la vicenda durante la seconda guerra mondiale e nell’immediato dopoguerra; il motivo conduttore è la fertilità femminile e la preparazione al sacrificio. Tuttavia la sua opera più nota è il romanzo “I castori” (Bobri), pubblicata in tre distinti volumi: “Il singolo” (Sam), “La tribù” (Rod) e “La vetta” (Vrh). Qui sulla base delle scoperte archeologiche e facendo leva sulla sua potente fantasia Jalen ha descritto la vita dei palafitticoli della palude lubianese.
Nel 1932 contribuì alla sceneggiatura e alla realizzazione del primo film sloveno sulla scalata del Triglav dal titolo “Triglavske strmine” (Le ripidità del Triglav). Tra l’altro collaborò alle riprese del film coi registi Metod Badjura e Ferdo Delak, dimostrandosi un ottimo operatore cinematografico. Inoltre durante il suo ministero a Stara Loka ha diretto le rappresentazioni in una compagnia teatrale, riconfermando le sue doti di regista.
Nel 1940 pubblicò una raccolta di novelle e racconti dal titolo “Gli strapiombi” (Previsi). Ma scrisse anche brevi racconti che non sono molto noti, dove narra in uno stile ottimistico ed umoristico l’uomo comune e la vita quotidiana. Alcuni di questi racconti sono addirittura autobiografici. Jalen comunque lasciò parecchie opere incompiute tra cui “Il racconto del leprotto Trmec” (Povest o zajčku Trmcu) e “Il racconto del Triglav” (Povest o Triglavu).
In vita non gli mancarono i riconoscimenti né da parte della critica né da parte del pubblico anonimo dei lettori. Nel 1938 ottenne un premio letterario per l’opera “Cilka Cvetko”, nel 1940 il consorzio “Dom in Svet” gli assegnò un premio di 2.500 dinari per il romanzo “La staccionata” e la città di Lubiana un premio per la raccolta di novelle “Gli strapiombi”. Dopo la seconda guerra mondiale fu uno degli scrittori sloveni più letti: lo testimoniano le ristampe di “Bobri” (I castori) le cui tirature raggiunsero complessivamente le 70.000 copie.

## Dediche
A Janez Jalen sono state dedicate strade a Lubiana, Mengeš e Radovljica. Nel 1996 la sua casa natale è stata trasformata in un museo, che è incluso nell’ “Itinerario dell’eredità culturale” (Pot kulturne dediščine). A lui è dedicata una scultura accanto alla scuola elementare di Zabrenica e da lui prende il nome il circolo culturale di Notranje Gorice.

## Opere

### Teatro
- “Dom” (La casa), 1923
- “Srednja” (Il comune), 1926
- “Bratje” (I fratelli), 1931
- “Nevesta” (La sposa), 1936
- “Grobovi” (Le tombe), 1936
- “Lesena peč” (La stufa di legno), 1937
- “Rojenice” (Le parche) (inedita)
- “Roža Mogota” (Il fiore di Mogot) (inedita)
- “Zlati zaklad” (Il malloppo d’oro)
- “Tri mamice” (Le tre mammine)
- “Mejnik, ki boli” (Il cippo malato)
- “Sladoled” (Il gelato) (inedita)

### Narrativa
- “Ovčar Marko” (Marco il pastore), 1929
- “Cilka Cvetko”, 1938
- “Ograd” (La staccionata), 1938
- “Previsi” (Gli strapiombi), 1940
- “Trop brez zvoncev” (Il branco senza campanacci), 1941
- “Bobri” (I castori), 1942-43
- “Sončne sence” (Le ombre del sole), 1952
- “Razpotja” (Il bivio), 1956
- “Vozarji” (I carrettieri), 1958